# Blaca (otok)
Blaca je nenaseljeni hrvatski jadranski otočić. Nalazi se uz sjevernu obalu otoka Korčule, oko 190 m od obale.
Površina otočića iznosi 4587 m². Dužina obalne crte iznosi 283 m, a iz mora se uzdiže 3 m.